# Pingback
Pingback ist eine Methode, um Web-Autoren zu benachrichtigen, wenn auf ihre Dokumente oder Seiten verlinkt wird. Dies erlaubt den Autoren, nachzuverfolgen, wer auf ihre Seiten verweist oder Teile davon zitiert. Pingbacks werden über eine XML-RPC-Schnittstelle versendet.

## Funktionsweise
Ein Pingback wird gesendet, wenn von einem Dokument (Herkunfts-Dokument) auf ein anderes Dokument (Ziel-Dokument) verwiesen wird.
Um Pingbacks zu empfangen, muss ein Website-Betreiber mit jedem Dokument entweder einen HTTP-Header (X-Pingback) oder ein HTML-Element (<link rel="pingback">) mitsenden, worin die URL einer XML-RPC-Schnittstelle angegeben ist.
Diese XML-RPC-Schnittstelle besitzt eine einzige Methode: pingback.ping, welche zwei Argumente entgegennimmt. Erstens die URL des Herkunfts-Dokuments, zweitens die URL des Ziel-Dokuments.
Um Pingbacks zu senden, müssen bei der Veröffentlichung eines neuen Dokuments alle verlinkten Dokumente darauf geprüft werden, ob eine Pingback-Schnittstelle angegeben ist. In diesem Fall wird die Pingback-Methode mit den entsprechenden URLs als Argumenten aufgerufen.